# Internazionali Femminili di Palermo 1995
Internazionali Femminili di Palermo 1995 — жіночий тенісний турнір, що проходив на відкритих кортах з ґрунтовим покриттям Country Time Club у Палермо (Італія). Належав до турнірів 4-ї категорії в рамках Туру WTA 1995. Турнір відбувся увосьме і тривав з 10 до 16 липня 1995 року. Друга сіяна Іріна Спирля виграла свій другий підряд титул на цьому турнірі й отримала 17,5 тис. доларів США.

## Фінальна частина

### Одиночний розряд
Іріна Спирля —  Забіне Гак 7–6(7–1), 6–2
- Для Спирлі це був 1-й титул в одиночному розряді за сезон і 2-й - за кар'єру.

### Парний розряд
Радка Бобкова /  Петра Лангрова —  Петра Шварц /  Катаріна Студенікова 6–4, 6–1
- Для Бобкової це був єдиний титул за сезон і 4-й — за кар'єру. Для лангрової це був єдиний титул за сезон і 6-й — за кар'єру.